# Treinta y Tres (miasto)

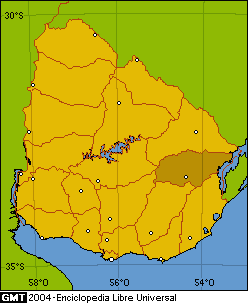
Położenie miasta Treinta y Tres w departamencie Treinta y Tres

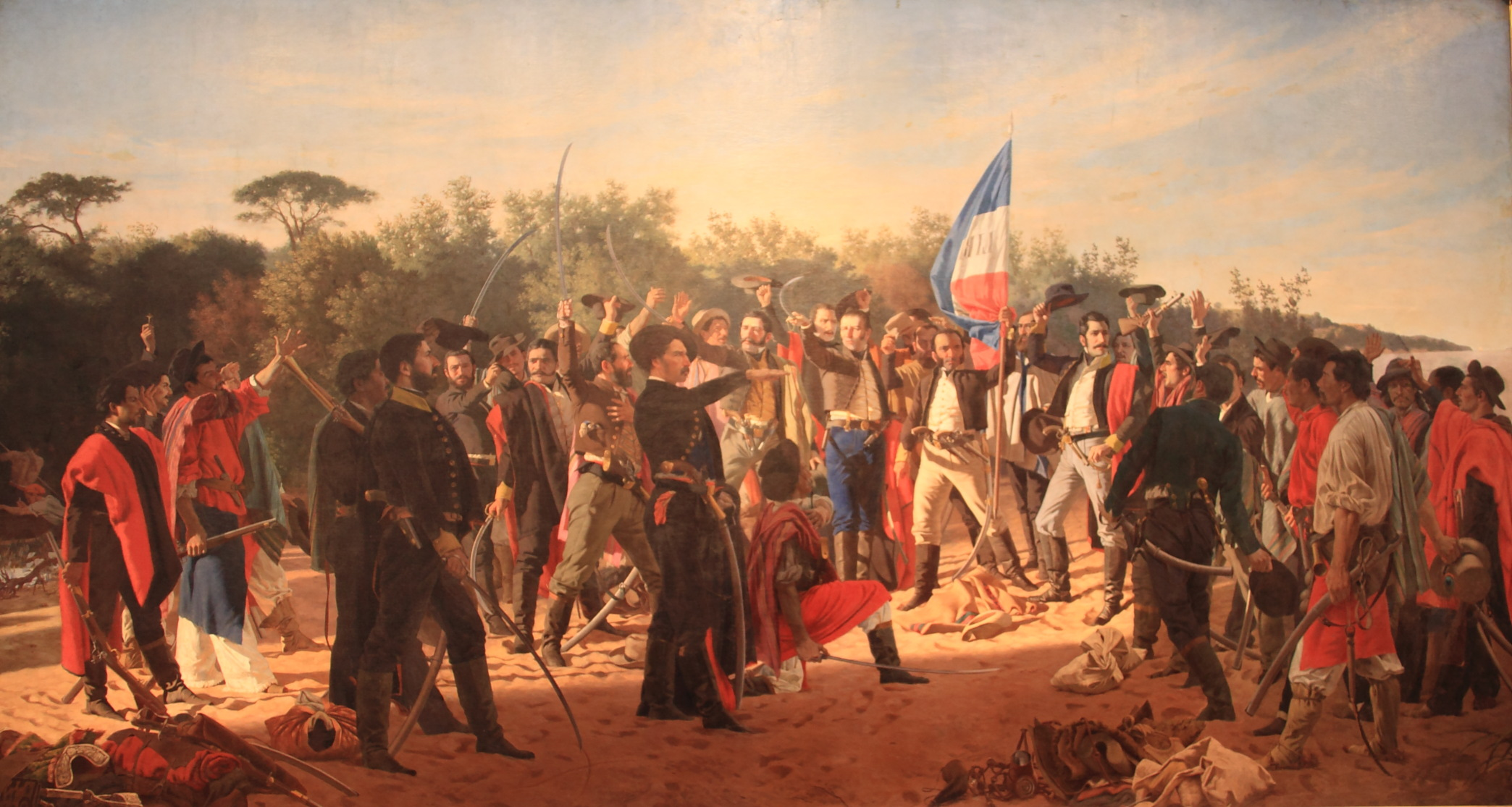
Zaprzysiężenie Trzydziestu Trzech Orientalczyków, Juan Manuel Blanes, 1877

Treinta y Tres − miasto we wschodnim Urugwaju, nad rzeką Olimar, położone na wysokości 42 m n.p.m. Ludność 25,7 tys. (2004). Ośrodek administracyjny departamentu Treinta y Tres.
Nazwa miasta pochodzi od Trzydziestu Trzech Orientalczyków, czyli grupy trzydziestu trzech mieszkańców Provincia Oriental (dawnej nazwy terytorium obejmującego dzisiejszy Urugwaj), którzy 19 kwietnia 1825 wystąpili przeciwko Brazylijczykom i rozpoczęli walkę o niepodległość kraju. 
W mieście znajduje się port lotniczy Treinta y Tres.